# 吕振球
吕振球（1901年—1947年），江苏淮安人，中国共产党军事将领。

## 生平

### 早年经历
1922年，吕振球加入中国共产党。曾在上海从事地下工作。1931年到赣东北苏区，在红十军从事政治工作。1933年，到中央苏区，任红十一军副政治委员、代理政治委员。1933年底，组建红七军团，他任第十九师政治部主任、代理政治委员、政治委员。参加了中央苏区第四、第五次反围剿战争。1934年10月，参加长征。到达陕北后，任红军卫生学校政治委员，总卫生部后方卫生部政治委员，红军总司令部卫生部政治委员。

### 抗日战争时期
抗日战争爆发后，吕振球任军委卫生部政治委员。1937年8月，任陕甘宁边区保安司令部政治部主任，后任副政治委员。1942年底，保安司令部改编为陕甘宁晋绥联防军警备第3旅，他任副政治委员。1945年2月，随王树声率部进军河南，任河南军区政治部主任。

### 第二次国共内战时期
1945年11月，任中原军区第1纵队政治部主任。1946年，参加中原突围，随部进抵武当山地区，任鄂西北军区政治部主任。1947年，吕振球在鄂西北作战中阵亡。 